# Dichetophora obliterata
Dichetophora obliterata är en tvåvingeart som först beskrevs av Fabricius 1805.  Dichetophora obliterata ingår i släktet Dichetophora och familjen kärrflugor. Inga underarter finns listade i Catalogue of Life.